# Piëdro Schweertman
Piëdro Schweertman (* 5. September 1983 in Vlissingen) ist ein niederländischer Squashspieler.

## Karriere
Piëdro Schweertman begann seine professionelle Karriere in der Saison 2004 und gewann bislang elf Titel auf der PSA World Tour. Seine höchste Platzierung in der Weltrangliste erreichte er mit Position 63 im August 2015. Zwischen 2008 und 2013 nahm er sechsmal in Folge an der Europameisterschaft teil. Sein bestes Resultat war dabei der Viertelfinaleinzug 2013. 2014 qualifizierte er sich erstmals für das Hauptfeld der Weltmeisterschaft, in der er in der Auftaktrunde Adrian Grant in vier Sätzen unterlag. Mit der niederländischen Nationalmannschaft nahm er 2007, 2009 und 2011 an Weltmeisterschaften teil. Außerdem gehörte er mehrfach zum Aufgebot bei Europameisterschaften. Von 2017 bis 2024 wurde er achtmal in Folge niederländischer Meister.

## Erfolge
- Gewonnene PSA-Titel: 11
- Niederländischer Meister: 8 Titel (2017–2024)